# Koca Sinan Paixà
Koca Sinan Paixà Kahremanliu conegut com a Sinan Paixà (Topoyan, província de Lüre, Albània, vers 1520 - 3 d'abril de 1596) fou un gran visir otomà que va exercir aquest càrrec per cinc cops entre 1580 i 1596.
Apareix de jove al serrall exercint petits càrrecs; després d'ocupar diverses posicions hauria estat nomenat, segons els arxius, sandjakbegi de Tarabulus (Trípoli del Líban) abans del desembre de 1559 i després de Gaza (abril 1560) i encara més tard de Malatya (16 de març de 1561); un temps després apareix com beglerbegi d'Erzurum (1564-1565) i d'Alep (on fou nomenat l'octubre de 1565). El 1567 fou nomenat governador d'Egipte i exercint el càrrec va rebre el rang de visir i serdar (15 d'agost de 1568) que li fou concedit per dirigir una campanya al Iemen on havia de posar fi a la revolta de l'imam zaidita al-Mutàhhar ibn al-Mutawàkkil. Va fer l'expedició i va recuperar els territoris iemenites. El 1571 va fer el pelegrinatge i el 13 de maig de 1571 fou nomenat per segona vegada com a governador d'Egipte, exercint durant dos anys.
El 1573 va retornar a Istanbul amb rang de sisè visir i a la primavera del 1574 fou nomenat comandant en cap de les forces terrestres que marxaven a Tunísia. Després d'un llarg setge els turcs van entrar a Halk al-Wadi (La Goulette) i la província va quedar en mans de l'imperi; per aquesta victòria fou promogut a quart visir començant la rivalitat amb Lala Mustafa Pasha (iniciada ja anteriorment en petita escala) que ara era tercer visir; aquesta rivalitat va aconsellar el nomenament conjunt dels dos homes com a serdars (comandants en cap) de la campanya persa del 1577. La cosa no va durar i Sinan va perdre el càrrec, però com que Lala Mustafa va fracassar, fou cridat al seu lloc per dirigir sol la campanya.
La primavera del 1580 va dirigir l'exèrcit contra Geòrgia i el 31 de juliol de 1580 fou nomenat per primer cop gran visir en el lloc de Lala Kara Mustafa Pasha que havia retornat breument al poder (d'abril al 31 de juliol) com a walik-i saltanat succeint al difunt Semiz Ahmed Pasha. Però la poca solidesa de les conquestes a Geòrgia i la impossibilitat d'ajustar la pau amb Pèrsia li va costar el càrrec el 6 de desembre de 1582, i poc després era nomenat Kanijeli Siyavuş Pasha. Sinan fou enviat desterrat a Dimetoka i després a Malkara a Tràcia.
Quatre anys després fou rehabilitat i nomenat governador de Damasc (desembre de 1586) amb l'ajut de l'harem i d'alguns suborns. Va perdre el govern al cap d'un temps i es va retirar a Üsküdar quan fou cridat a la posició de gran visir per segona vegada (2 d'abril de 1589). En aquest període va ajustar la pau amb Pèrsia que posaven fi a 12 anys de guerra. Però el seu nou rival Ferhad Pasha va fer de manera de desacreditar-lo i fou destituït altre cop (2 d'agost de 1591) amb l'excusa de les altes despeses pel projecte de canal d'unió entre la mar Negra i el golf de Nicomèdia pel llac de Sabanja. Altre cop fou exiliat a Malkara.
Només un any i mig després, una revolta dels geníssers va provocar el seu retorn al gran visirat per tercera vegada (29 de gener de 1593). Aquesta vegada va concentrar la seva energia en aconseguir èxits militars a Hongria, després de la greu derrota del beglerbegi de Bòsnia Hasan Pasha a Sisak. La guerra va durar del 1593 al 1606, i en el seu primer any els otomans van ocupar Veszprem i Palota, fortaleses no gaire importants, però en canvi en van perdre d'altres; el segon any (1594) va tenir més èxit ocupant Gyór que fou establerta com a capital d'una nova província. Mort Murat III, un mes després fou destituït (16 de febrer de 1595) i enviat altre cop desterrat a Malkara, però aquesta vegada per poc temps.
El 7 de juliol de 1595 fou cridat altre cop al càrrec en el lloc del seu rival Ferhad Pasha. Va iniciar una campanya a Valàquia però la seva derrota a Giurgiu (en tuc Yergögü) i la pèrdua d'Esztergom a Hongria, van provocar la seva caiguda i un nou desterrament a Malkara (19 de novembre de 1595) pujant al poder Tekeli Lala Mehmed Paixà però la sobtada mort d'aquest va fer que fos cridat per cinquena vegada (28 de novembre de 1595).
L'1 de desembre de 1595 tornava a ocupar el poder i l'exercia quan va morir el 3 d'abril de 1596 quan acabava de dissenyar una campanya a Transsilvània. Va ser enterrat a la seva pròpia turbe a Istanbul. Hauria deixat una fortuna fabulosa, tan important que es diu que de vegades va servir per finançar l'estat i que li va permetre sobreviure a quatre caigudes en desgràcia. Sota el seu govern es va establir que la relació entre el sultà i el gran visir no era personal sinó per escrit.